# Courcelles-sur-Nied
Courcelles-sur-Nied é uma comuna francesa na região administrativa de Grande Leste, no departamento de Mosela. Estende-se por uma área de 5,06 km². Em 2010 a comuna tinha 1 193 habitantes (densidade: 235,8 hab./km²).